# Łęgowo (powiat olecki)
Łęgowo (niem. Lengowen, 1938–1945 Lengau) – wieś w Polsce, położona w województwie warmińsko-mazurskim, w powiecie oleckim, w gminie Olecko.

## Historia
Wieś czynszowa założona na 40 włókach w 1561 r., kiedy starosta straduński sprzedał Stańkowi Olszewskiemu ze starostwa piskiego 4 włóki boru w celu założenia wsi. W 1600 r. zamieszkiwana była wyłącznie przez ludność polską.
W XVII w. miejscowi chłopi mieli obowiązek odrabiania szarwarku w folwarku domenialnym w Sedrankach.
Wieś należała do parafii Olecko. W 1740 r. założono w Łęgowie szkołę.
W 1938 r. władze hitlerowskie w ramach akcji germanizacyjnej zmieniły nazwę wsi na Lengau. W tym czasie cenę ziemi oszacowano tu najniżej spośród wszystkich wsi powiatu (podobnie było we wsi Możne). Wartość jednego hektara ziemi wynosiła 360 marek.
W latach 1975–1998 miejscowość należała administracyjnie do województwa suwalskiego.